# Jakob Trümpy

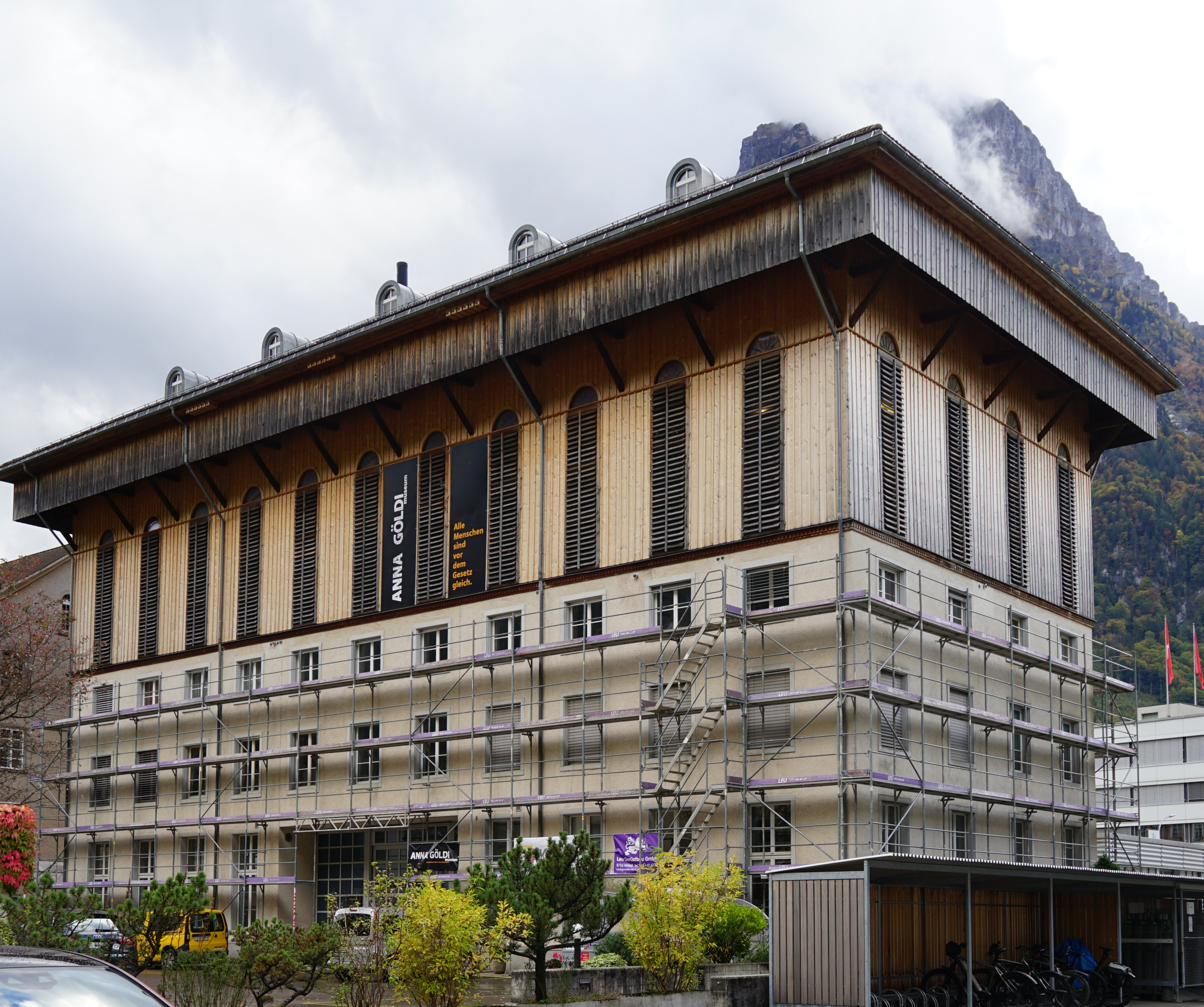
Der Hänggiturm von «Trümpyger» wurde 1907 abgebrochen und 1993 durch eine vergleichbare Konstruktion ersetzt

Jakob Trümpy (* 24. Juli 1808 in Ennenda; heimatberechtigt ebenda; † 14. August 1889 ebenda) war ein Schweizer Unternehmer.

## Leben und Wirken
Jakob Trümpy war Sohn des Bauern Jakob Trümpy und der Barbara geborene Streiff. Er ehelichte 1831 Anna Maria, die Tochter seines Geschäftspartners Bartholome Jenny. In zweiter Ehe heiratete Trümpy 1848 Christina, Tochter des Kirchenvogts Heinrich Hösli.
Trümpy war anfangs Streicherjunge. Er arbeitete in mehreren Druckereien in der Schweiz sowie in Cernay und stieg zum Handdrucker und Modelstecher auf. Mit seinem Bruder Balthasar († 1840) gründete er im Oktober 1827 die kleine Zeugdruckerei Gebrüder Trümpy in Ennenda. Egidius Trümpy gehörte zu den finanziellen Förderern.
Drei Jahre später schlossen sie sich mit dem Handelshaus Barth. Jenny & Comp. zusammen. Die Brüder leiteten weiterhin den Betrieb, der jetzt unter dem lange etablierten Namen des Handelshauses firmierte. Im Volksmund hiess die Fabrik weiterhin «Trümpyger». Jakob Trümpy war langjähriger technischer Leiter der Druckerei. In Haslen wurde 1846/1847 eine Spinnerei und Weberei angegliedert. Das wachsende Unternehmen exportierte in die Türkei, nach Skandinavien sowie Übersee. Es wurde durch die dritte Generation der Inhaber 1902 in Daniel Jenny & Co. umgewandelt.
Eine weitere Gründung Trümpys war 1857 Trümpy & Jenny in Mitlödi. Sie bedruckte Yasmas, feine Schleiertücher für den türkischen Markt, und führte 1884 den Woll- sowie neun Jahre später den Seidendruck ein. Trümpy schied 1874 aus den Unternehmen aus. Seine Söhne Jakob Trümpy-Blumer und Fridolin Trümpy-Kuhn waren in den 1860er-Jahren Teilhaber geworden. Barth. Jenny & Cie. war damals der grösste Arbeitgeber im Kanton Glarus, zu den 920 Personen kamen 390 in Mitlödi. Die Spinn- und Weberei in Ennenda wurde 1975 aus wirtschaftlichen Gründen geschlossen. Die Firma besteht weiterhin in Haslen.

## Belege
1. 1 2 3 4  Veronika Feller-Vest: Jakob Trümpy. In: Historisches Lexikon der Schweiz.  25. Januar 2018.
2. 1 2  Trümpyger, Ennenda. In: Rolf von Arx, Jürg Davatz, August Rohr: Industriekultur im Kanton Glarus. Streifzüge durch 250 Jahre Geschichte und Architektur. Südostschweiz-Buchverlag, Zürich 2005, ISBN 978-3-905688-04-7. S. 163–170, 278.

| Personendaten    | Personendaten                                                |
| ---------------- | ------------------------------------------------------------ |
| NAME             | Trümpy, Jakob                                                |
| ALTERNATIVNAMEN  | Trümpy-Jenny, Jakob (Ehename); Trümpy-Hösli, Jakob (Ehename) |
| KURZBESCHREIBUNG | Schweizer Unternehmer                                        |
| GEBURTSDATUM     | 24. Juli 1808                                                |
| GEBURTSORT       | Ennenda, Schweiz                                             |
| STERBEDATUM      | 14. August 1889                                              |
| STERBEORT        | Ennenda, Schweiz                                             |